# Liste der Tourismusminister Brasiliens
Die Liste der Tourismusminister Brasiliens führt alle für den Geschäftsbereich Tourismus ernannten Minister Brasiliens auf. Die Bezeichnungen des Geschäftsbereichs des 1992 als Ministério de Indústria, Comércio e Turismo errichteten heutigen Ministério do Turismo schwanken.
Der Amtssitz des Ministeriums liegt an der Ost-West-Achse Eixo Monumental der Hauptstadt Brasília.
| #  | Name                           | Amt                                                                                      | Beginn          | Ende           | Bild | Regierung von             |
| -- | ------------------------------ | ---------------------------------------------------------------------------------------- | --------------- | -------------- | ---- | ------------------------- |
| 01 | José Eduardo de Andrade Vieira | Ministro de Indústria, Comércio e Turismo (Minister für Industrie, Handel und Tourismus) | Oktober 1992    | Dezember 1993  |      | Itamar Franco             |
| 02 | Ailton Barcelos Fernandes      | Ministro de Indústria, Comércio e Turismo (Minister für Industrie, Handel und Tourismus) | Dezember 1993   | Januar 1994    |      | Itamar Franco             |
| 03 | Élcio Álvares                  | Ministro de Indústria, Comércio e Turismo (Minister für Industrie, Handel und Tourismus) | Januar 1994     | Dezember 1994  |      | Itamar Franco             |
| 04 | Dorothea Werneck               | Ministro de Indústria, Comércio e Turismo (Minister für Industrie, Handel und Tourismus) | Januar 1995     | April 1996     |      | Fernando Henrique Cardoso |
| 05 | Francisco Dornelles            | Ministro de Indústria, Comércio e Turismo (Minister für Industrie, Handel und Tourismus) | Mai 1996        | März 1998      |      | Fernando Henrique Cardoso |
| 06 | José Botafogo Gonçalves        | Ministro de Indústria, Comércio e Turismo (Minister für Industrie, Handel und Tourismus) | März 1998       | Dezember 1998  |      | Fernando Henrique Cardoso |
| 07 | Rafael Greca                   | Ministro do Esporte e Turismo (Minister für Sport und Tourismus)                         | Januar 1999     | Mai 2000       |      | Fernando Henrique Cardoso |
| 08 | Carlos Melles                  | Ministro do Esporte e Turismo (Minister für Sport und Tourismus)                         | Mai 2000        | März 2002      |      | Fernando Henrique Cardoso |
| 09 | Caio Cibella de Carvalho       | Ministro do Esporte e Turismo (Minister für Sport und Tourismus)                         | März 2002       | Januar 2003    |      | Fernando Henrique Cardoso |
| 10 | Walfrido dos Mares Guia        | Ministro do Turismo (Minister für Tourismus)                                             | Januar 2003     | März 2007      |      | Luiz Inácio Lula da Silva |
| 11 | Marta Suplicy                  | Ministro do Turismo (Minister für Tourismus)                                             | März 2007       | Juni 2008      |      | Luiz Inácio Lula da Silva |
| 12 | Luiz Barretto Filho            | Ministro do Turismo (Minister für Tourismus)                                             | Juni 2008       | Dezember 2010  |      | Luiz Inácio Lula da Silva |
| 13 | Pedro Novais                   | Ministro do Turismo (Minister für Tourismus)                                             | Januar 2011     | September 2014 |      | Dilma Rousseff            |
| 14 | Gastão Vieira                  | Ministro do Turismo (Minister für Tourismus)                                             | September 2011  | März 2014      |      | Dilma Rousseff            |
| 15 | Vinicius Lages                 | Ministro do Turismo (Minister für Tourismus)                                             | März 2014       | April 2015     |      | Dilma Rousseff            |
| 16 | Henrique Eduardo Alves         | Ministro do Turismo (Minister für Tourismus)                                             | April 2015      | März 2016      |      | Dilma Rousseff            |
| 17 | Alessandro Teixeira            | Ministro do Turismo (Minister für Tourismus)                                             | März 2016       | Mai 2016       |      | Dilma Rousseff            |
| 18 | Henrique Eduardo Alves         | Ministro do Turismo (Minister für Tourismus)                                             | Mai 2016        | Oktober 2016   |      | Michel Temer              |
| 19 | Marx Beltrão                   | Ministro do Turismo (Minister für Tourismus)                                             | 5. Oktober 2016 | 10. April 2018 |      | Michel Temer              |
| 20 | Vinícius Lummertz              | Ministro do Turismo (Minister für Tourismus)                                             | 10. April 2018  | 1. Januar 2019 |      | Michel Temer              |
| 21 | Marcelo Álvaro Antônio         | Ministro do Turismo (Minister für Tourismus)                                             | 1. Januar 2019  | –              |      | Jair Bolsonaro            |

## Anmerkung
1. ↑  Zum 1. Januar 2003 erfolgte die Herauslösung des Tourismusministeriums